# Lee’s Family Forum
Das Lee’s Family Forum ist eine Mehrzweckhalle in der US-amerikanischen Stadt Henderson im Bundesstaat Nevada. Henderson ist, nach Las Vegas, die zweitgrößte Stadt des Bundesstaates und liegt rund 26 Kilometer südöstlich von Downtown Las Vegas entfernt. Auf dem Gelände befand sich zuvor das 2020 abgerissene Amphitheater Henderson Pavilion, dass hauptsächlich für Konzerte genutzt wurde.

## Geschichte
Die im Grundriss achteckige Halle ist vorwiegend als Spielstätte der Henderson Silver Knights (American Hockey League) gedacht. Am 28. Februar 2020 übernahmen die Vegas Golden Knights aus der National Hockey League die San Antonio Rampage aus San Antonio, Texas, von der Spurs Sports & Entertainment und verlegten sie nach Henderson. Mit der Verlegung war eine neue Spielstätte vonnöten. Im Juni 2020 wurden erste, gerenderte Bilder des geplanten Neubaus veröffentlicht. Ihre ersten beiden Spielzeiten (2020/21 und 2021/22) in der American Hockey League traten die Henderson Silver Knights bis zur Fertigstellung der neuen Halle in der Orleans Arena in Paradise an. Ursprünglich trug die Arena die Bezeichnung Henderson Event Center. Am 30. März 2021 verkündeten die Vegas Golden Knights und die Henderson Silver Knights den Sponsoringnamen der neuen Heimat der Silver Knights. Es wurde ein langjähriger Vertrag mit dem Kurzzeitkreditanbieter Dollar Loan Center (DLC) über 22 Jahre abgeschlossen.
Im Mai 2021 gab der Besitzer der Vegas Golden Knights, Bill Foley, bekannt, dass das Franchise Vegas Knight Hawks als Expansion Team der Indoor Football League (IFL) ab 2022 im neuen Dollar Loan Center beheimatet sein wird. Von 2022 bis 2024 soll das IFL National Championship Game (früher: UnitedBowl) im Dollar Loan Center stattfinden. Die Big West Conference gab am 24. Juni 2021 bekannt, dass die Big West Basketball Championships der Männer und der Frauen ab März 2022 in der Mehrzweckhalle in Henderson ausgetragen werden sollen.
Am 3. März 2022 wurde symbolisch das Band vor der 84 Mio. US-Dollar teuren Dollar Loan Center durchschnitten. Die Halle bietet 28 Suiten (vier davon sind Party-Suiten), 167 Club-Sitze und 92 Logen-Sitze. Am 8. März fand die Eröffnung und die erste Veranstaltung statt. Vom 8. bis 12. März wurde das zur March Madness gehörenden Big West Basketball Championships ausgetragen.
Die NBA G League Ignite der NBA G-League (NBAGL) wurden von Walnut Creek, Kalifornien, 2022 nach Henderson verlegt und bestritten bis 2024 ihre Heimspiele, bis zur Auflösung, im Dollar Loan Center. Am 13. August 2022 bezwangen die Northern Arizona Wranglers vor 4149 Zuschauern die Quad City Steamwheelers im ersten IFL National Championship Game der Indoor Football League mit 47:45.
Nach nur zwei Jahren ließ Dollar Loan Center den Sponsorenvertrag auslaufen. Seit dem 1. April 2024 trägt das Center den Namen Lee’s Family Forum, nach der Alkohol-Ladenkette Lee’s Discount Liquor.